# Fazol

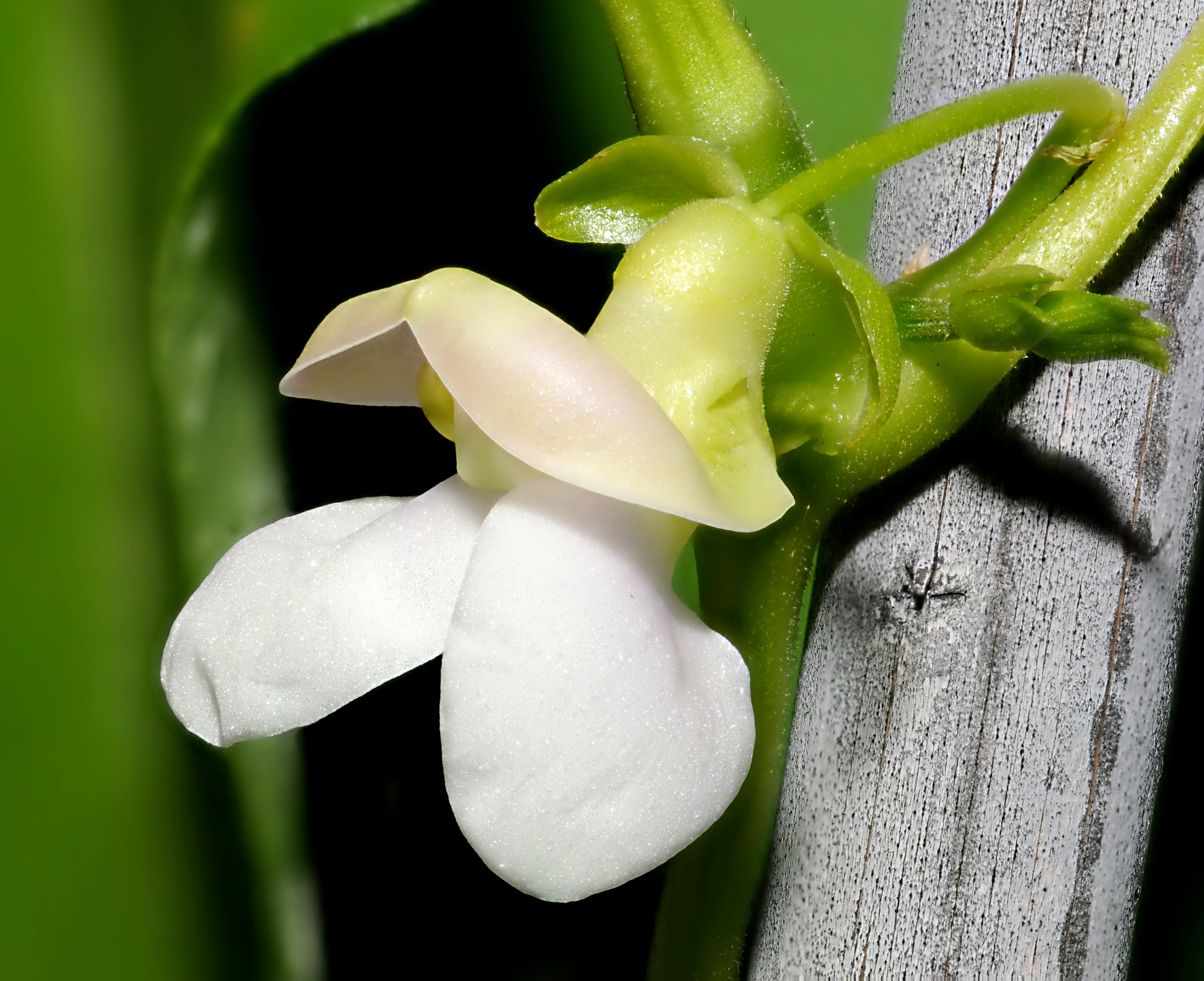
Detail květu fazolu obecného

Fazol (Phaseolus) je rod rostlin z čeledi bobovité. Jsou to byliny s trojčetnými listy a motýlovitými květy, pocházející z tropické Ameriky. Je známo asi 50 druhů. Některé druhy fazolu náležejí mezi významné luštěniny. V České republice se nejčastěji pěstuje fazol obecný a fazol šarlatový.

## Popis
Fazoly jsou popínavé nebo vzpřímené byliny s trojčetnými dlouze řapíkatými listy. Prostřední lístek bývá dlouze řapíčkatý. Palisty jsou vytrvalé, na bázi jednotlivých lístků jsou přítomny drobné palístky. Květy jsou žluté, bílé, červené nebo purpurové, ve stopkatých úžlabních hroznech. Kalich je zvonkovitý, dvoupyský, zuby horního pysku jsou srostlé, dolní pysk je trojzubý. Pavéza je téměř okrouhlá, nazpět ohrnutá, někdy na bázi s přívěsky. Křídla jsou obvejčitá až podlouhlá, připojená ke člunku. Zobánek člunku je dlouhý a spirálovitě stočený. Tyčinky jsou dvoubratré, 9 z nich je srostlých a 1 volná. Semeník je téměř přisedlý. Lusky jsou podlouhlé až čárkovité, nepukavé nebo pukající oběma švy, zploštělé nebo s téměř okrouhlým průřezem, se 2 až mnoha semeny. Mezi semeny jsou v luscích často dřeňovité přepážky.

## Rozšíření
Rod fazol zahrnuje asi 50 druhů. Všechny druhy pocházejí z tropické Ameriky. Některé druhy jsou pěstovány jako luštěniny prakticky po celém světě.

## Taxonomie
Do rodu Phaseolus jsou v některých zdrojích řazeny i druhy rodu vigna (Vigna).

## Obsahové látky a jedovatost
Fazole obsahují průměrně přibližně 20 až 25 % bílkovin, 1 až 1,5 % tuku, 55 až 62 % sacharidů a 3 až 4 % vlákniny. Z vitamínů obsahují zejména provitamin A a komplex vitamínů B.
Zralé syrové fazole obsahují jedovaté látky, které se neutralizují tepelnou úpravou. Mezi tyto látky náleží jednak bílkovinné látky zvané lektiny, které způsobují shlukování červených krvinek, a přinejmenším u některých druhů i kyanogenní glykosidy faseolunatin a linamarin, z nichž se může uvolňovat kyselina kyanovodíková.
Otrava syrovými fazolemi se projevuje zejména nevolností, zvracením a průjmem.

## Zástupci
- fazol měsíční (Phaseolus lunatus)
- fazol obecný (Phaseolus vulgaris)
- fazol ostrolistý (Phaseolus acutifolius)
- fazol šarlatový (Phaseolus coccineus)

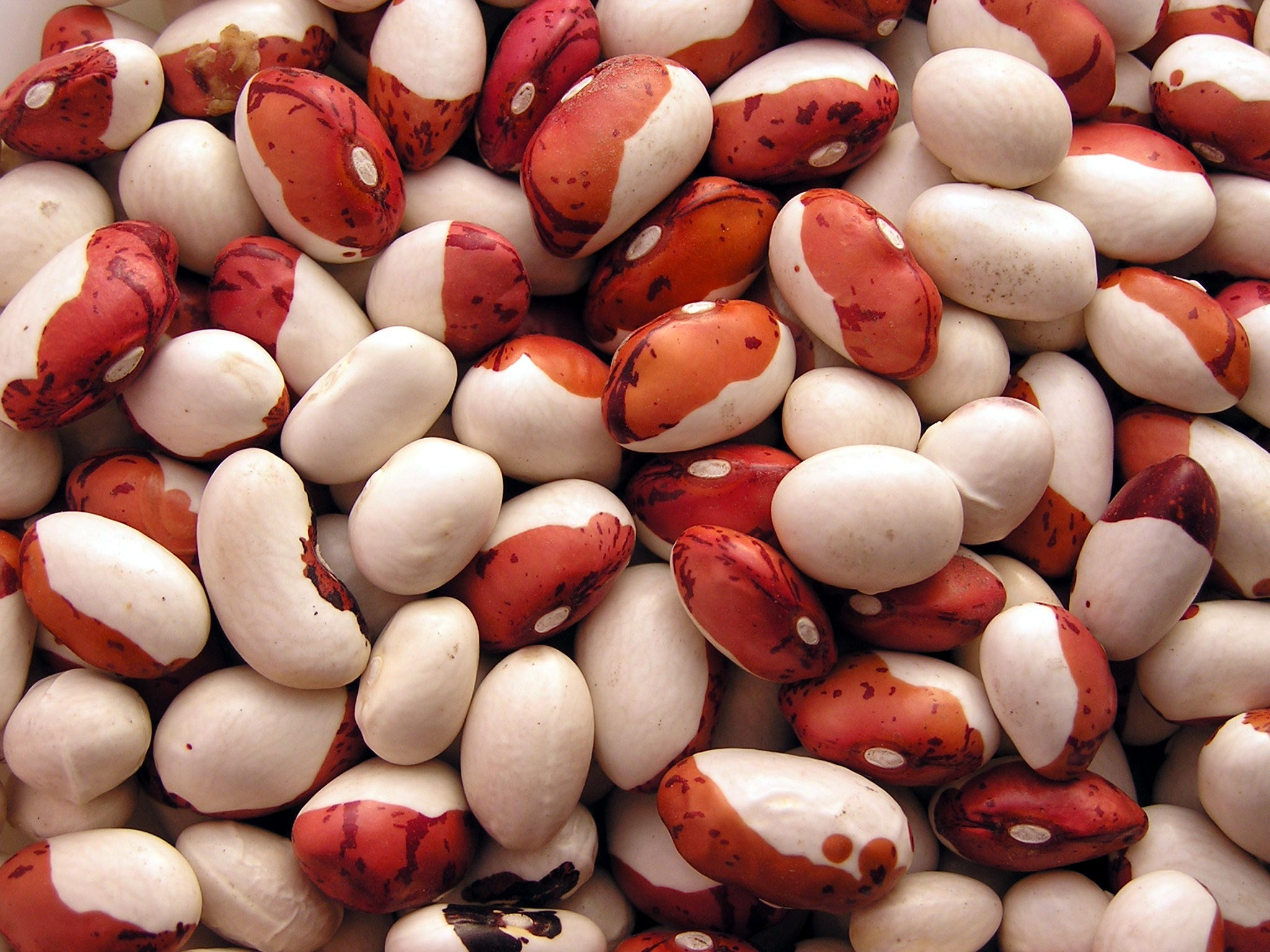
Semena fazolu obecného

## Význam
Semena fazolu, zvaná fazole, náleží mezi nejvýznamnější luštěniny. Nejčastěji se vaří nebo melou na mouku, jako zelenina se používají také nezralé fazolové lusky. Fazol obecný (Phaseolus vulgaris) je velmi stará kulturní plodina. Nejstarší nálezy v Mexiku sahají až do doby 5000 let před naším letopočtem. V současnosti je to nejvíce pěstovaný druh fazolu, pěstován je zejména v Africe a tropické Americe. Dalším důležitým druhem je fazol šarlatový (P. coccineus). Oba druhy byly přivezeny do Evropy v průběhu 16. století. Další světově významné druhy jsou fazol měsíční (P. lunatus) a fazol ostrolistý (P. acutifolius). Fazole a ostatní druhy luštěnin tvoří důležitou složku potravin mnoha národních kuchyní. Například Brazilci si svůj jídelníček bez fazolí téměř nedokáží představit. Fazole jsou i součástí brazilského národního pokrmu zvaného feijoada.
Fazol šarlatový je pěstován také jako okrasná popínavá rostlina.